# Lew Pawlowitsch Ochotin

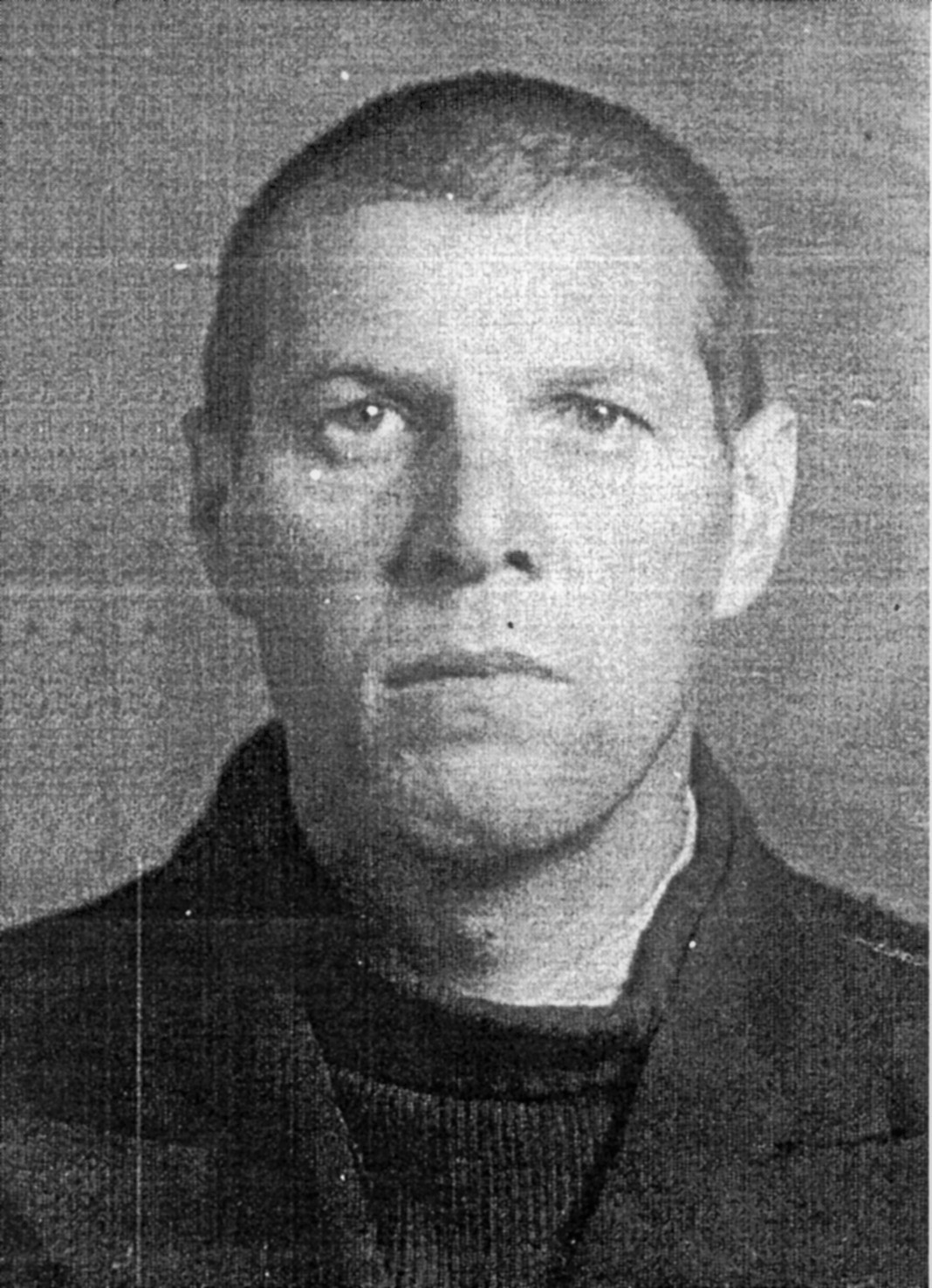
Lew Pawlowitsch Ochotin

Lew Pawlowitsch Ochotin (russisch Лев Павлович Охотин; * 1911 in Tschita, Russisches Kaiserreich; † 1948 in der Region Chabarowsk) war ein russischer Faschist.

## Leben
Ochotins Vater war Porutschik der Kaiserlich Russischen Armee und starb 1916. Die Mutter Nadeschda Michailowna heiratete 1919 den Chef der Tschitaer Gebietspolizei Alexander Petrowitsch Melnikow. Im Russischen Bürgerkrieg emigrierte die Familie 1920 in die Mandschurei.
Ochotin studierte am Harbiner Pädagogischen Institut. 1932 sah er zum ersten Mal Konstantin Wladimirowitsch Rodsajewski bei einem Vortrag im Russischen Klub. Ende 1933 trat Ochotin in die Allrussische Faschistische Partei (WFP) ein. 1934 wurde er persönlich mit Rodsajewski bekannt. 1935 wurde er Sekretär und dann Chef der Kanzlei der WFP in Harbin. Ende 1936 wurde er Chef der Organisationsabteilung der WFP. Seine Frau Nina Grigorjewna leitete die Russische Faschistische Frauenbewegung ab 1936 bis 1943. 1937 wurde Ochotin Mitglied des Obersten Rates der WFP (bis 1943).
Am 7. September 1945 wurde Ochotin vom SMERSch verhaftet. Nach Ermittlungen durch die Organe des  SMERSch und des Ministeriums für Staatssicherheit eröffnete der Vorsitzende des Militärkollegiums des Obersten Gerichts der UdSSR Wassili Wassiljewitsch Ulrich am 26. August 1946 den Prozess gegen Grigori Michailowitsch Semjonow, Rodsajewski, Lew Filippowitsch Wlassjewski, Alexei Proklowitsch Bakschejew, Iwan Adrianowitsch Michailow, Ochotin, Nikolai Alexandrowitsch Uchtomski und Boris Nikolajewitsch Schepunow, worüber die Presse ausführlich berichtete. Die Anklage lautete auf antisowjetische Propaganda, Spionage gegen die UdSSR, Sabotage und Terrorismus. Alle Angeklagten bekannten sich schuldig. Am 30. August 1946 wurden alle Angeklagten für schuldig befunden. Wegen ihrer vergleichsweise geringen Rolle bei den antisowjetischen Aktivitäten wurden Ochotin zu 15 Jahren und Uchtomski zu 20 Jahren Katorga-Zwangsarbeit verurteilt. Ochotin kam in ein Holzfällerlager in der Region Chabarowsk, wo er zwei Jahre später starb.
Am 26. März 1998 überprüfte das Militärkollegium des Obersten Gerichts der UdSSR die damalige Verurteilung der Angeklagten außer der Semjonows. Zwar wurde die Verurteilung nach Artikel 58 des Strafgesetzbuches der RSFSR wegen antisowjetischer Propaganda durch den Mangel an Beweisen aufgehoben, aber der Rest des Urteils mit den jeweiligen Strafen wurde bestätigt.